# Enda Kenny
Enda Kenny (tiếng Ireland: Éanna Ó Coinnigh; sinh ngày 24 tháng 4 năm 1951) là một chính trị gia người Ireland, lãnh đạo của đảng Fine Gael kể từ năm 2002, và Thủ tướng chính phủ Ireland kể từ tháng 3 năm 2011. Ông cũng là Bộ trưởng quốc phòng Ireland kể từ ngày 06 tháng 5 năm 2016. Ông giữ hai nhiệm kỳ Phó chủ tịch Đảng nhân dân châu Âu và là Bộ trưởng Du lịch và Thương mại Ireland giai đoạn 1994-1997.
Kenny đã là một Teachta Dála (TD) cho Mayo kể từ năm 1975, sau khi kế vị cha ông Henry Kenny.  Ông hiện là TD phục vụ lâu nhất trong Dail Éireann, khiến ông là Đức Cha đương nhiệm của Dail.
Kenny đã lãnh đạo Fine Gael trước cuộc tổng tuyển cử năm 2011. Sau đó ông làm trung gian thỏa thuận với Công đảng và thành lập một chính phủ liên hiệp vào ngày 9 tháng 3 năm 2011. Sau hai tháng đàm phán sau cuộc bầu cử năm 2016, một thỏa thuận đã đạt được với một chính phủ thiểu số do Fine Gael lãnh đạo, và Kenny đã tái bầu làm Taoiseach vào ngày 06 tháng 5 năm 2016. Ông là người đầu tiên Taoiseach từ Fine Gael kể từ khi John Bruton 1994-1997, lãnh đạo Fine Gael đầu tiên giành chính quyền trong cuộc bầu cử kể từ Garret FitzGerald vào năm 1982, và Fine Gael Taoiseach đầu tiên để duy trì chức vụ này sau một cuộc tổng tuyển cử.

## Tiểu sử
Enda Kenny sinh năm 1951 ở Derrywash, Islandeady, gần Castlebar, hạt Mayo, là con thứ ba của gia đình năm con của Mary Eithne (McGinley) và Henry Francis Kenny. Ông học tại địa phương tại trường quốc gia St Patrick, Cornanool và tại St Gerald's College, Castlebar. Ông đã học St Patrick's College of Education, Dublin, đạt tiêu chuẩn một thầy giáo quốc gia và sinh viên học giai đoạn hai (undergraduate) tại University College Galway. Ông đã làm giáo viên phổ thông trong bốn năm.